# Bigorne, Magueija e Pretarouca
Bigorne, Magueija e Pretarouca (llamada oficialmente União das Freguesias de Bigorne, Magueija e Pretarouca) es una freguesia portuguesa del municipio de Lamego, distrito de Viseu.

## Historia
Fue creada el 28 de enero de 2013 en aplicación de una resolución de la Asamblea de la República de Portugal promulgada el 16 de enero de 2013 con la unión de las freguesias de Bigorne, Magueija y Pretarouca, pasando su sede a estar situada en la antigua freguesia de Magueija.

## Demografía
| Gráfica de evolución demográfica de Bigorne, Magueija e Pretarouca entre 2011 y 2021 |
|                                                                                      |
| Datos según el nomenclátor publicado por el INE portugués.                           |